# يوما فوجيتا
يوما فوجيتا (باليابانية: 藤田 雄馬) (مواليد 2 أغسطس 1982)، هو لاعب كرة قدم سابق كان يلعب كلاعب وسط.